# Илия Балинов
Илия Веселинов Балинов, български шахматист, състезаващ се за Австрия, е роден на 28 юли 1966 г. в Батак.
От 1991 г. живее постоянно в Австрия, а от юли 1999 г. се състезава на международната шах-сцена от името на тази държава.
Илия Балинов е гросмайстор с рядко срещано вариране на резултатите. През 1996 г. постига ранкинг 2385, а на следващата 1997 г. - най-високия си ранкинг (2570) и 126-о място в световната ранглиста. Гросмайстор е от 1999 г. Следва период на спад, достигайки ранкинг 2372 през 2004 г. След две години отново достига ниво за гросмайстор и към 1 юли 2007 г. е с ранкинг 2499 и 5-о място в Австрия.